# Stigmella kurokoi
Stigmella kurokoi là một loài bướm đêm thuộc họ Nepticulidae. Nó là loài duy nhất được tìm thấy ở Nhật Bản (Kyushu và Hokkaido) và Nga (Primorskiy Kray), but is probably also present in Trung Quốc.
Ấu trùng ăn Quercus dentata. Chúng ăn lá nơi chúng làm tổ. The mine consists of a linear gallery.